# 헤니 영맨

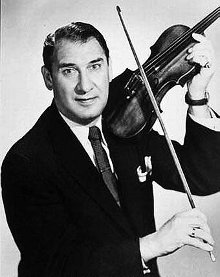

헤니 영맨(Henny Youngman, 1906년 3월 16일 ~ 1998년 2월 24일)은 미국의 희극 배우, 배우, 영화배우, 음악가, 바이올리니스트이다.
리버풀에서 태어났으며 맨해튼에서 사망하였다.

## 영화
- 좋은 친구들 (1990년) - 본인 역
- 달 위의 아마존 여인 (1987년)
- 세계사 (1981년)
- 무성 영화 (1976년)
- 고어 고어 걸스 (1972년)
- 데이빗 프로스트 쇼 (1969년)